# 涵洞

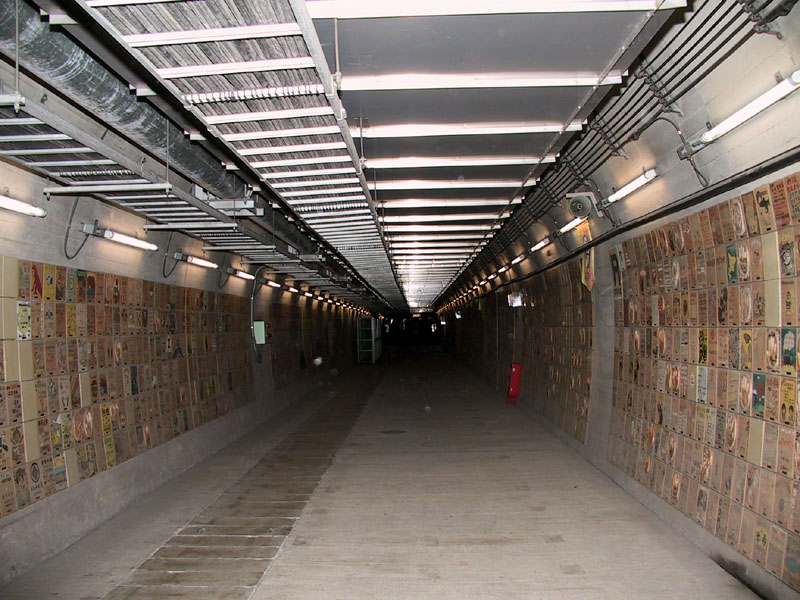
日本北海道吉岡海底站月台旁的側向涵洞，兩邊牆上貼滿了來訪學童的留言畫

涵洞，又稱暗渠，是一種用來為道路泄水排涵的暗渠或暗管（管狀的涵洞又稱涵管），通常較隧道短小。按照建造方式划分，可分為圓管涵、蓋板涵等等。
建造道路時，當遇上河道、渠道或天然排水溝時，通常會預留空間建造涵洞。